# 장선우
장선우(張善宇, 1952년 3월 20일 ~ )는 대한민국의 영화 감독이다. 서울에서 출생하였다.

## 학력
- 서울고등학교 중퇴
- 검정고시
- 서울대학교 고고미술사학과 학사

## 영화 작품

### 감독/각본
- 1986년 《서울황제》김명곤, 오수미, 안용남
- 1988년 《성공시대》안성기, 이혜영
- 1990년 《우묵배미의 사랑》박중훈, 최명길, 유혜리
- 1991년 《경마장 가는 길》 강수연, 문성근
- 1993년 《화엄경》원미경, 오태경, 신현준, 이혜영
- 1994년 《너에게 나를 보낸다》문성근, 정선경, 여균동
- 1996년 《꽃잎》이정현, 문성근
- 1997년 《나쁜 영화》권혁신, 장남경, 박경원, 이재경, 최미선
- 2000년 《거짓말》이상현, 김태연
- 2002년 《성냥팔이 소녀의 재림》임은경, 김현성, 김진표

### 각본
- 1990년 《남부군》
- 1990년 《별난가족 별난학교》
- 2005년 《천개의 고원》

### 출연
- 2004년 《귀여워》... 장수로 역

## 수상
- <성공시대> 각본 감독/백상예술대상 시나리오상, 영평상 시나리오상(1988)
- <우묵배미의 사랑> 각색 감독/백상 대상 작품상, 신인 감독상(1990)
- <경마장 가는길> 감독/영평상 작품상, 감독상(1991)
- <화엄경> 각색 감독/베를린영화제 알프레드바우어상 수상, 대종상 감독상, 영평상 감독상(1993)
- <너에게 나를 보낸다> 각색 감독. 청룡영화제 감독상(1994)
- <꽃잎> 각색 감독/아시아 태평양 영화제 작품상, 앰네스티 영화제 관객상, 방콕 국제영화제 작품상, 대종상 심사위원상(1996)
- <나쁜영화> 감독/부산국제영화제 넷팩상, 도오쿄국제영화제 아시아 영화상(1997)
- <거짓말>  베니스국제 영화제 본선 경쟁작(1999)

## 경력
- 1995  BFI 기획, 세계영화 100주년 기념 다큐멘타리 한국 편<한국영화 씻김/Cinema On the Road> 감독
- 1997  로테르담 국제영화제 장선우 특별전. 샌프란시스코 아시아영화제 장선우 주간
- 2002  다큐멘터리<장선우 변주곡> 토니레인즈 감독
- 2003  <이별에 대하여> (창비)시집 출간
- 2005  페사로(Pesaro) 국제영화제 장선우 회고전
- 2007  Jang Sun-woo(토니레인즈 저, 한국영화진흥위원회)출간
- 2008  충무로국제영화제 장선우 전작전
- 2009  제주대학교 공로교수
- 2011 장편소설 <카페물고기_여름이야기> 출간

## 같이 보기
- 한국 영화